# 錫達維爾 (密蘇里州)
錫達維爾（英語：Cedarville）是位於美國密蘇里州戴德縣的非建制地區。

## 歷史
錫達維爾的郵局於1869年設立，其後於1909年停運。

## 地理
錫達維爾所處的海拔為高於海平面302米（即991英呎），而該地所採用的時區為UTC-6，即北美中部時區（CST）。同時該地設有夏令時間，為UTC-6調快一小時，即UTC-5（CDT）。